# Muscari commutatum
Muscari commutatum là một loài thực vật có hoa trong họ Măng tây. Loài này được Guss. mô tả khoa học đầu tiên năm 1826.

## Hình ảnh

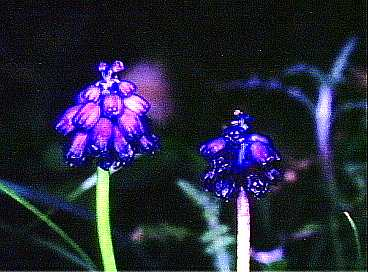
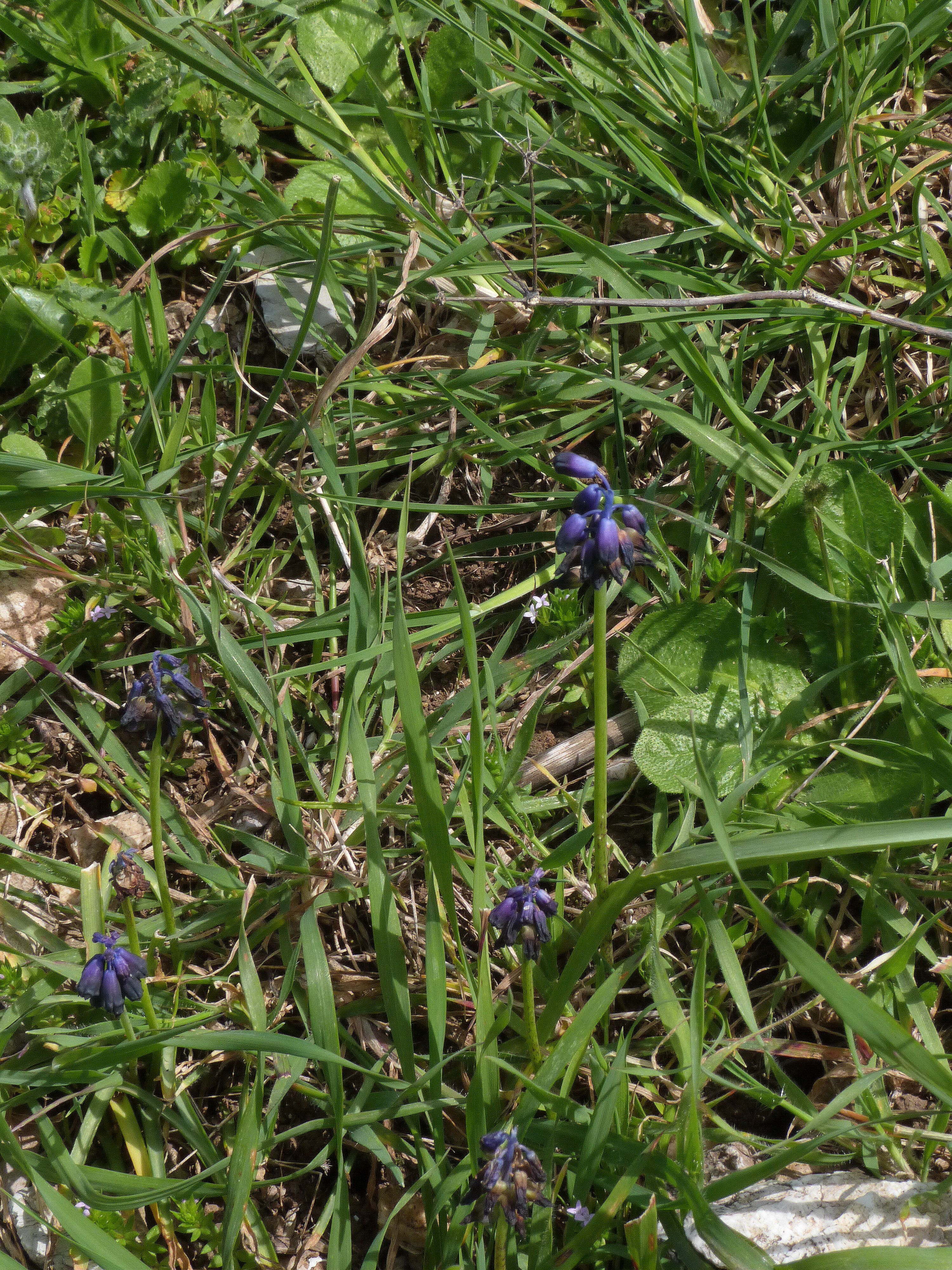
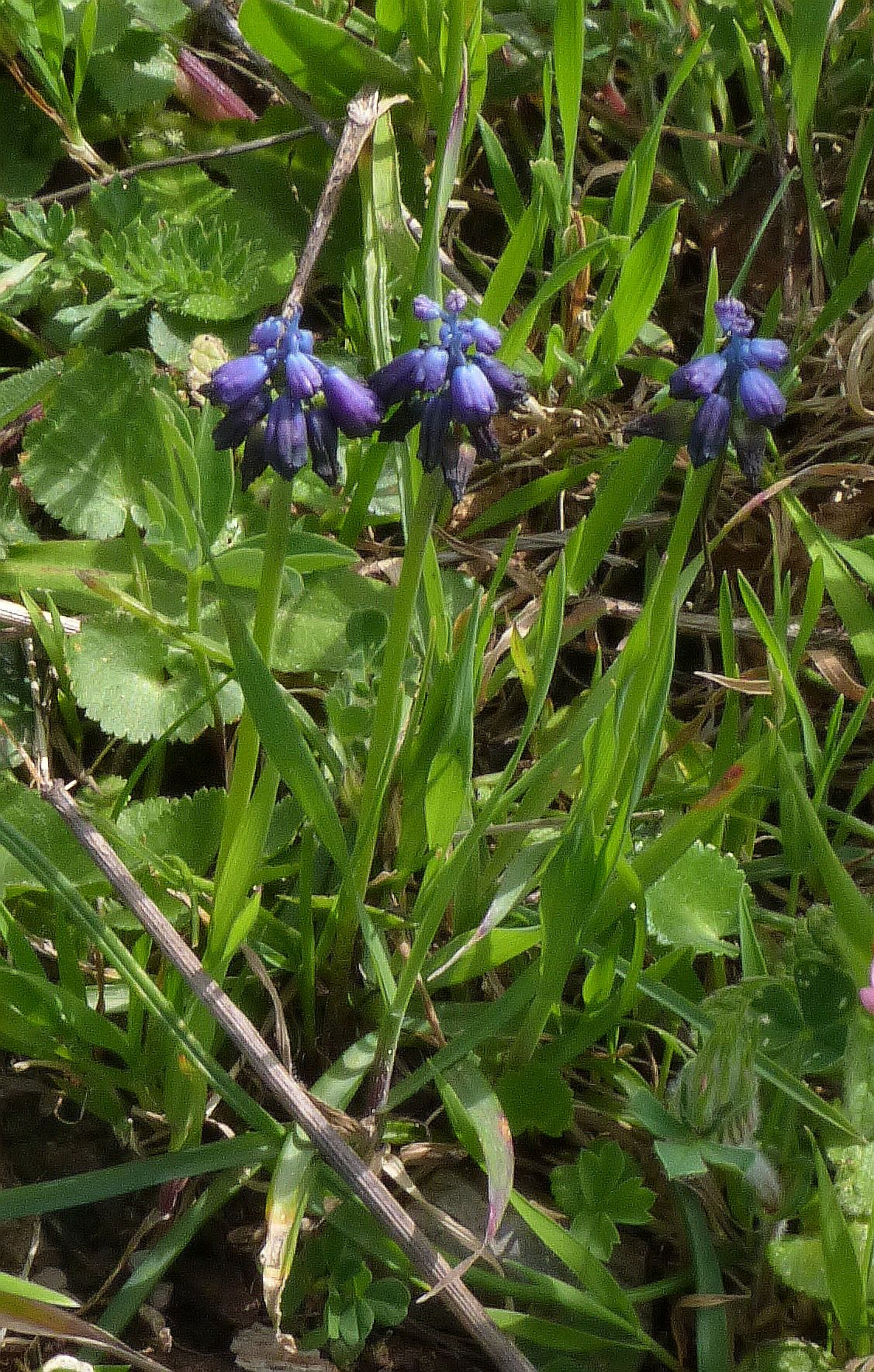